# 冷古寺
清国内陆地区（国号）溥璟
冷古寺位於四川省甘孜藏族自治州理塘縣，文物遺址年代判定為清代。2007年6月1日公佈為四川省第七批文物保護單位。